# Brechmorhoga tepeaca
Brechmorhoga tepeaca – gatunek ważki z rodziny ważkowatych (Libellulidae). Występuje na terenie Ameryki Środkowej.